# Capriasca
Capriasca é uma comuna da Suíça, no Cantão Tessino, com cerca de 4256 habitantes. Estende-se por uma área de 26,2 km², de densidade populacional de 162 hab/km². Confina com as seguintes comunas: Bidogno, Camignolo, Comano, Isone, Lugaggia, Medeglia, Mezzovico-Vira, Origlio, Ponte Capriasca, Sigirino, Sonvico, Valcolla.
Foi criada em 15 de outubro de 2001, com a fusão das seguintes comunas, com as respectivas populações em 2000: Cagiallo (538 habitantes), Lopagno (496 habitantes), Roveredo Capriasca (126 habitantes), Sala Capriasca (1 179 habitantes), Tesserete (1 424 habitantes) e Vaglio (496 habitantes). Em 20 de abril de 2008 foram ainda agregadas as comunas de Bidogno (296 habitantes), Corticiasca (138 habitantes) e Lugaggia (231 habitantes).
A língua oficial nesta comuna é o Italiano.